# Поляков, Сергей Александрович
Сергей Александрович Поляков (1874, Москва — 1943, Казань) — русский меценат и переводчик, совладелец Знаменской мануфактуры и усадьбы Знаменское-Губайлово, основатель издательства «Скорпион».

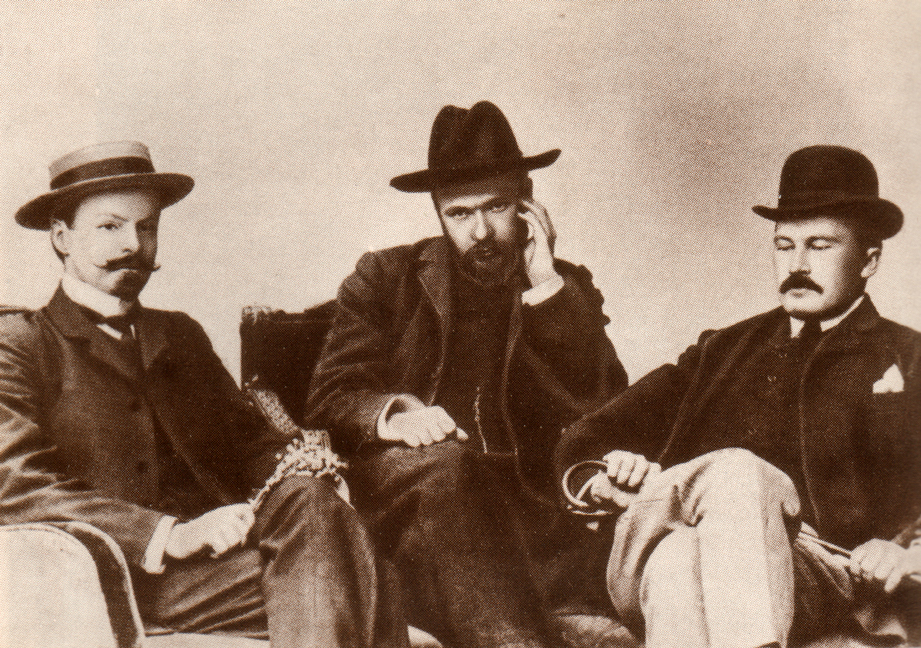
Издательство «Гриф», 1900-е годы. К. Д. Бальмонт, А. А. Курсинский, М. А. Дурнов. По другой версии, рядом с Бальмонтом находятся С. А. Поляков и М. Н. Семёнов.

## Биография
Сын купца 3-й гильдии Александра Яковлевича Полякова (1826—1907) и его жены Анны Ивановны (1832—?). Закончил 6-ю московскую гимназию с золотой медалью и поступил на физико-математический факультет Императорского Московского университета. Во время учёбы слушал отдельные лекции на историко-филологическом факультете, посещал курсы по литературе, изучал иностранные языки. Окончив университет в 1898 году, посвятил себя литературе. В анкете он написал: «Хотя не был оставлен в своё время при Московском университете, но готовился к магистерскому экзамену по математическим наукам; оставил это, переменив специальность на литературу». Однако, по настоянию отца, после окончания университета, начал работать в Товариществе Знаменской мануфактуры.
Один из трёх братьев — совладельцев одной из крупнейших подмосковных мануфактур, С. А. Поляков был наделен самобытным умом. Его звали «декадентский батька» — он был математиком по образованию, энциклопедистом по знаниям, владел 15 языками — в том числе норвежским, турецким, персидским, арабским и древнееврейским. Владислав Ходасевич писал: «он говорил и читал на множестве языков, европейских и азиатских, которые усваивал с одинаковой легкостью. В самом начале девятисотых годов судьба столкнула его с Бальмонтом, Брюсовым, Балтрушайтисом. Он сам не имел к поэзии никакого отношения, но почувствовал, угадал, что этим людям, преследуемым насмешками и улюлюканием обывательщины, принадлежит ближайшее литературное будущее.».
В 1899 году основал издательство «Скорпион». Вскоре вокруг «Скорпиона» образовалась целая группа молодых авторов. Поляков вложил в «Скорпион» фактически всё своё состояние. Кроме книг издательство выпускало альманах «Северные цветы» (1901—1911); им был создан журнал «Весы» (1904—1909).
С. А. Поляков открыл для русских читателей Кнута Гамсуна, о котором мало знали даже на родине: он перевёл его романы «Пан» и «Виктория», пьесу «Драма жизни» (норв. Livets Spil).
В 1919—1922 годах Поляков работал главным редактором ИЗО НКП (Народный комиссариат просвещения РСФСР); был членом коллегии ЛИТО НКП; заведующим финансовым отделом Академии Художественных наук, работал в Московском союзе писателей в должности казначея; 1 декабря 1929 года на заседании Президиума Государственной Академии Художественных Наук С. А. Полякова исключили из состава Академии, как находящегося в ссылке по статье Уголовного кодекса, разрешающей жить на расстоянии не менее 105 километров от Москвы. 
В декабре 1941 года Полякову, к тому времени — персональному пенсионеру, было разрешено проживать в Казани у родственников, скончался там же, в 1943 году. 
Семья
С 1905 года С. А. Поляков был женат на француженке Софи Дюссек (Софья Ромуальдовна). У них родился сын Александр, учившийся в институте Востоковедения. В 1918 году она продала в галерею картины М. Ф. Ларионова и П. С. Уткина (Каталог Государственной Третьяковской галереи — М.: Изобразительное искусство, 1984). По непроверенным сведениям, после 1918 года Полякова-Дюссек пропала без вести во время поездки по деревням за продуктами.